# Leptospermum obovatum
Leptospermum obovatum är en myrtenväxtart som beskrevs av Robert Sweet. Leptospermum obovatum ingår i släktet Leptospermum och familjen myrtenväxter. Inga underarter finns listade i Catalogue of Life.